# Trichodesma
Trichodesma es un género de plantas con flores perteneciente a la familia Boraginaceae. Comprende 85 especies descritas y de estas, solo 10 aceptadas.

## Descripción
Son hierbas perennes con partes híspidas. Las hojas tanto opuestas como alternas. Flores solitarias o en racimos cortos terminales. Cáliz penta o tripartido, acrescentes en la fruta. Corola hipocrateriforme, con forma de embudo. Núculas lisas para hirsutas o rugosas.

## Taxonomía
El género fue descrito por Robert Brown y publicado en Prodromus Florae Novae Hollandiae 496. 1810.

## Especies seleccionadas
- Trichodesma afghanicum
- Trichodesma africanum (L.) Lehm. en el Sahara - borraja africana[4]
- Trichodesma ambacensis
- Trichodesma amplexicaule
- Trichodesma calcaratum  Coss. en el Sahara septentrional-occidental.
- Trichodesma quercifolia Klotzsch desde Senegal hasta India.